# Misophriidae
Misophriidae är en familj av kräftdjur. Misophriidae ingår i ordningen Misophrioida, klassen Maxillopoda, fylumet leddjur och riket djur. Enligt Catalogue of Life omfattar familjen Misophriidae 2 arter. 
Misophriidae är enda familjen i ordningen Misophrioida.
Kladogram enligt Catalogue of Life och Dyntaxa:
| Misophriidae | \| \| Fosshageniella \| \| \| \| \| \| Misophria \| \| \| \| |
|              | \| \| Fosshageniella \| \| \| \| \| \| Misophria \| \| \| \| |
|              | Fosshageniella                                               |
|              |                                                              |
|              | Misophria                                                    |
|              |                                                              |

## Bildgalleri

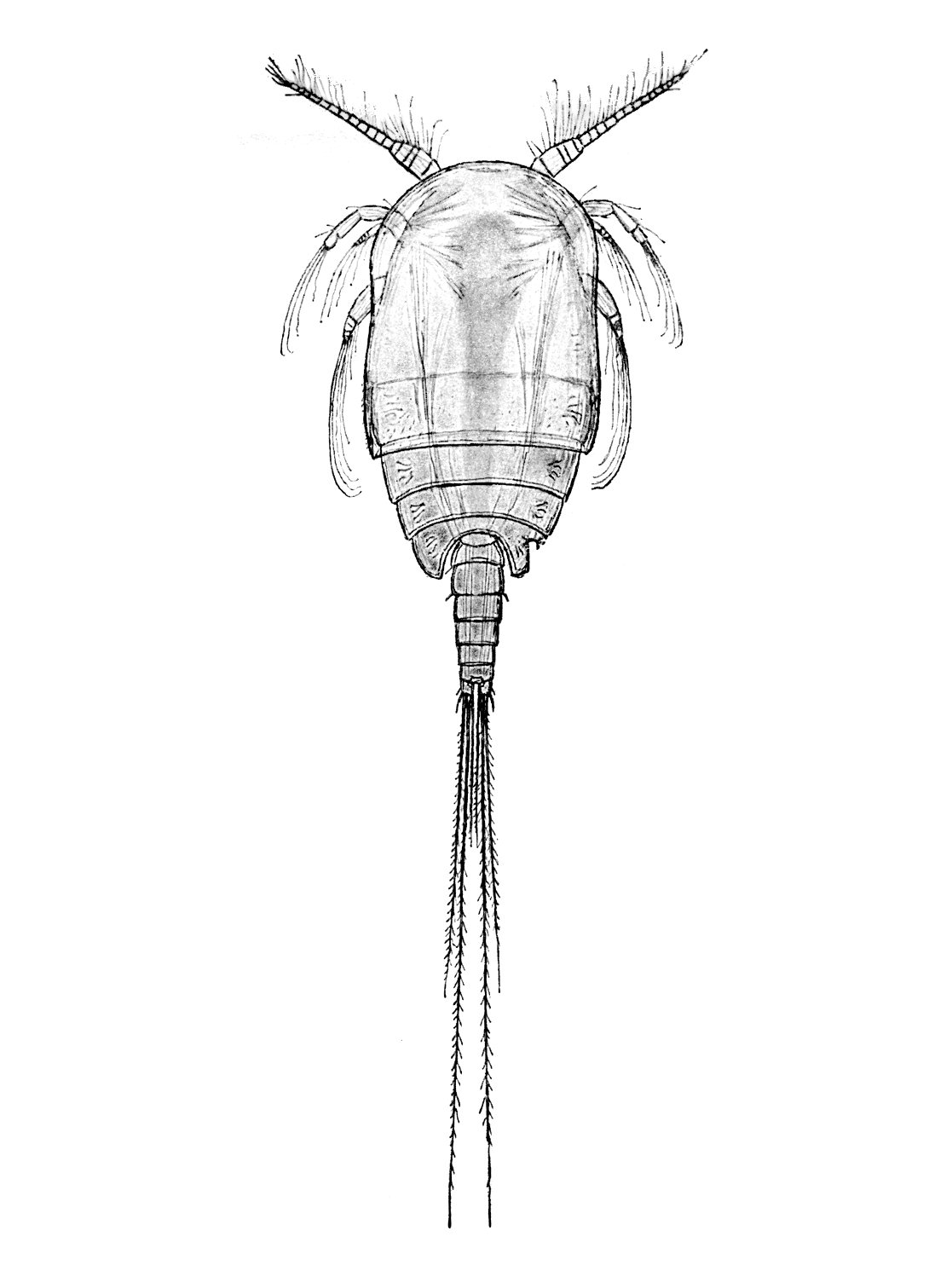